# Lingwu
Lingwu (灵武市S, Língwǔ ShìP) è una città-contea della Cina, situata nella regione autonoma di Ningxia e amministrata dalla prefettura di Yinchuan.